# Let's Dance (album David Bowie)
Let's Dance è il quindicesimo album in studio del cantautore britannico David Bowie pubblicato nel 1983.

## Storia
Si tratta di un album coprodotto, con Nile Rodgers degli Chic, negli anni successivi alla disco music, anni caratterizzati da sonorità più elettroniche.
La canzone Let's Dance, la traccia del titolo, è divenuta un motivo di successo, mentre China Girl, nuova versione di una canzone che Bowie aveva scritto insieme ad Iggy Pop per il suo album The Idiot, destò sensazione per il suo video promozionale.
Un'edizione a diffusione limitata venne anche pubblicata in versione Picture Disc, che riportava da un lato dell'album la foto di copertina con l'elenco delle tracce, e dall'altro ricordava il Serious Moonlight Tour '83, accompagnato da una foto del concerto.
L'album fu pubblicato su LP nel 1983 dalla EMI e successivamente in CD. Nel 1995 la Virgin Records lo ripubblicò sempre su CD, aggiungendo Under Pressure come bonus track.
Nel 1999 la EMI ne fece un'ulteriore pubblicazione, priva di bonus tracks, in cui il suono venne rimasterizzato in digitale a 24 bit audio.
Nel 2003 c'è stata un'ultima riedizione della casa discografica EMI, che ha prodotto l'album nel formato CD ibrido.

## Accoglienza
| Recensione                    | Giudizio |
| ----------------------------- | -------- |
| AllMusic                      |          |
| Blender                       |          |
| Chicago Tribune               |          |
| Piero Scaruffi                |          |
| Robert Christgau              | B        |
| Rolling Stone                 |          |
| The Rolling Stone Album Guide |          |
| Q                             |          |
| Smash Hits                    |          |

Il grande successo dell'album sorprese Bowie. Nel 1997, egli disse: «All'epoca, Let's Dance non era mainstream. Era virtualmente una nuova specie di ibrido, usando chitarre blues-rock in contrasto al formato dance. Non c'era niente che suonasse veramente simile ai tempi. Quindi sembrò commerciale solo in apparenza perché vendette così tante copie. Fu grande in questo senso, ma mi mise nella condizione di mandare a farsi "fottere" la mia integrità artistica». Bowie aggiunse: «Si trattò di un buon disco, ma venne concepito come un progetto a parte. Avevo tutte le intenzioni di proseguire nel mio stile consueto poi. Ma il successo di quel disco mi costrinse veramente, in qualche modo, a continuare a flirtare con "la bestia". Fu una mia decisione, certo, ma sentii, dopo qualche anno, che mi ero bloccato artisticamente».
Bowie avrebbe successivamente affermato che il successo riscosso dall'album si tramutò in un periodo che gli fece toccare il punto più basso della sua carriera dal punto di vista creativo negli anni immediatamente seguenti. «Mi ricordo che osservavo la marea di persone [che venivano ai concerti per ascoltare i brani dell'album suonati dal vivo] e pensavo: "mi chiedo quanti dischi dei Velvet Underground hanno queste persone a casa... ". Mi sentii presto estraniato dal mio pubblico. E fu deprimente, perché non sapevo cosa volessero in realtà».
Dopo i successivi Tonight (1984) e Never Let Me Down (1987), entrambi stroncati dalla critica, Bowie formò la band proto-grunge dei Tin Machine per risollevare il suo status artistico.
I dati sulle vendite dell'album Let's Dance sono approssimativi: il primo anno  (l'album uscì nel 1983) vendette 8 milioni di copie in tutto il mondo. Intorno al 1990, quando Bowie iniziò a ripubblicare tutti i suoi album in digitale (per la seconda volta), aggiungendo ad ognuno "bonus tracks", l'album aveva già raggiunto le 15 milioni di copie vendute. Nel 2013, dopo l'ennesima "renaissance" bowiana (dovuta alla pubblicazione dopo dieci anni di assenza del nuovo album The Next Day), si pensa che abbia superato le 20 milioni di copie vendute. Let's Dance contende a The Rise and Fall of Ziggy Stardust and the Spiders from Mars il titolo di album più venduto di Bowie nel mondo.

## Tracce
- Tutte le tracce, tranne quando diversamente specificato, sono scritte da David Bowie.
- Lato 1

1. Modern Love – 4:46
2. China Girl – 5:32 (David Bowie, Iggy Pop)
3. Let's Dance – 7:38
4. Without You – 3:08

- Lato 2

1. Ricochet – 5:14
2. Criminal World – 4:25 (Peter Godwin, Duncan Browne, Sean Lyons)
3. Cat People (Putting Out Fire) – 5:09 (David Bowie, Giorgio Moroder)
4. Shake it – 3:49

## Formazione
- David Bowie – voce, produttore, arrangiamento dei corni
- Nile Rodgers – produttore, chitarra, arrangiamento dei fiati
- Carmine Rojas – basso elettrico
- Omar Hakim, Tony Thompson – batteria
- Stevie Ray Vaughan – chitarra solista
- Rob Sabino - tastiere
- Mac Gollehon - tromba
- Robert Arron, Stan Harrison - sassofono tenore, flauto
- Steve Elson – sassofono baritono, flauto
- Sammy Figueroa – percussioni
- Frank Simms, George Simms, David Spinner – tastiere
- Bernard Edwards – basso in Without You
- Bob Clearmountain - ingegnere del suono, missaggio

## Classifiche

### Classifiche settimanali
| Classifica (1983) | Posizione massima |
| ----------------- | ----------------- |
| Australia         | 1                 |
| Austria           | 2                 |
| Canada            | 2                 |
| Finlandia         | 1                 |
| Francia           | 1                 |
| Germania          | 2                 |
| Giappone          | 6                 |
| Italia            | 5                 |
| Norvegia          | 1                 |
| Nuova Zelanda     | 1                 |
| Paesi Bassi       | 1                 |
| Regno Unito       | 1                 |
| Spagna            | 3                 |
| Stati Uniti       | 4                 |
| Svezia            | 1                 |
| Svizzera          | 3                 |

### Classifiche di fine anno
| Classifica (1983) | Posizione |
| ----------------- | --------- |
| Australia         | 4         |
| Austria           | 9         |
| Canada            | 2         |
| Francia           | 8         |
| Germania          | 5         |
| Giappone          | 22        |
| Italia            | 36        |
| Nuova Zelanda     | 1         |
| Paesi Bassi       | 3         |
| Regno Unito       | 2         |
| Stati Uniti       | 28        |
| Classifica (1984) | Posizione |
| Stati Uniti       | 64        |